# Stussenia
Stussenia là chi thực vật có hoa trong họ Mua.